# Barrinha

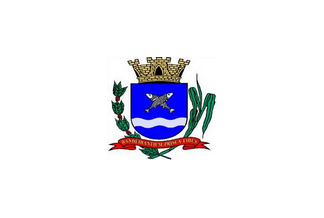
Bandera de la ciudad

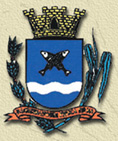
escudo de la ciudad

Barrinha es un municipio perteneciente al estado de Sao Paulo, en la Región Sudeste de Brasil. Su población estimada en 2013 era de 30 506 habitantes.

## Historia
Barrinha era un pequeño puerto fluvial del Río Mogi Guaçu. Sus primeras casas se construyeron alrededor de la estación de la empresa. Paulista ferrocarril, que era propiedad de Cía. Agrícola Granja de San Martín que, como resultado de la crisis del café, decidió adjudicar esta área provocando un pequeño asentamiento en 1930.
Barrinha es conocido cariñosamente como "Princesa del Mogi". Dicen que su nombre se originó a causa de este puerto fluvial, y su gran arcilla favorecieron el despliegue de diversas cerámicas, y estos dos factores: la cerámica y el tren de la ciudad hicieron crecer rápidamente. Su Emancipación Política Administrativa tuvo lugar el 30 de diciembre de 1953. Sus primeros habitantes fueron los trabajadores independientes Cía. Agrícola Hacienda São Martinho, inmigrantes y japoneses italianos.

## Geografía
Barrinha es una ciudad de la región metropolitana futuro de Ribeirão Preto (RMRP) está situado a una distancia de 360 km de la capital del estado en el camino de Ferrocarriles Paulista S / A - FEPASA el estado nororiental
- Datos: Q1760074
- Multimedia: Barrinha / Q1760074